# Wilhelm Hugo Fleck
Wilhelm Hugo Fleck  (* 19. März 1828 in Döbeln; † 9. April 1896 in Dresden) war ein deutscher Chemiker.
Fleck absolvierte eine Ausbildung als Pharmazeut (bei Justus von Liebig in Gießen) und war nach dem Abschluss 1850 Chemiker in der Blutlaugensalz- und Phosphorfabrik in Freudenstadt. 1852 wurde er Assistent von Wilhelm Stein am Polytechnikum in Dresden. 1857 wurde er promoviert und war Lehrer an der Chirurgisch-Medizinischen Akademie in Dresden. 1862 wurde er außerordentlicher und 1864 ordentlicher Professor für Allgemeine Chemie am Polytechnikum. Schon vorher hatte er die Chemievorlesungen von Gustav Eduard Lösche übernommen (der sich auf Physik konzentrierte). 1871 gab er das auf und wurde Direktor der neu gegründeten Zentralstelle für öffentliche Gesundheitspflege, was er bis 1894 blieb.
Er war Redakteur der Zeitschrift Bierbrauer und einer der Gründer des Deutschen Brauerbundes. Zudem war Fleck Mitglied der Dresdner Freimaurerloge Zu den drei Schwertern und Asträa zur grünenden Raute.
Er liegt in Döbeln begraben.